# Cebrio testaceus
Cebrio testaceus is een keversoort uit de familie Cebrionidae. De wetenschappelijke naam van de soort is voor het eerst geldig gepubliceerd in 1840 door Laporte.